# Firefox Focus
Firefox FocusはMozillaの開発するプライバシーに重点をおいたFOSSのウェブブラウザであり、 AndroidやiOSを搭載したスマートフォンやタブレット端末に対応している。Firefox Focusは2015年12月にiOS用トラッキング防止アプリとしてリリースされ、すぐに機能を最小限に抑えたWebブラウザとして開発が進められた。そのため、iOS機器ではSafariのコンテンツブロッカーとしても動作しうる。
2017年6月にはAndroidプラットフォーム版が公開され、1か月で100万回のダウンロードを記録した。2017年1月時点で27の言語で利用可能である。2018年6月からBlackBerry Key2ではLockerアプリケーションの一部としてFirefox Focusがプリインストールされている。
AppleがiOS上のコンテンツブロッカー及びブラウザアプリケーションに対して課している制約のために、iOSデバイス用のFirefox FocusはUIWebView-APIを用いている。Android版はバージョン6まではBlinkベースであったが、バージョン7.0以降はGeckoViewをベースにしている。

## トラッキング防止機能

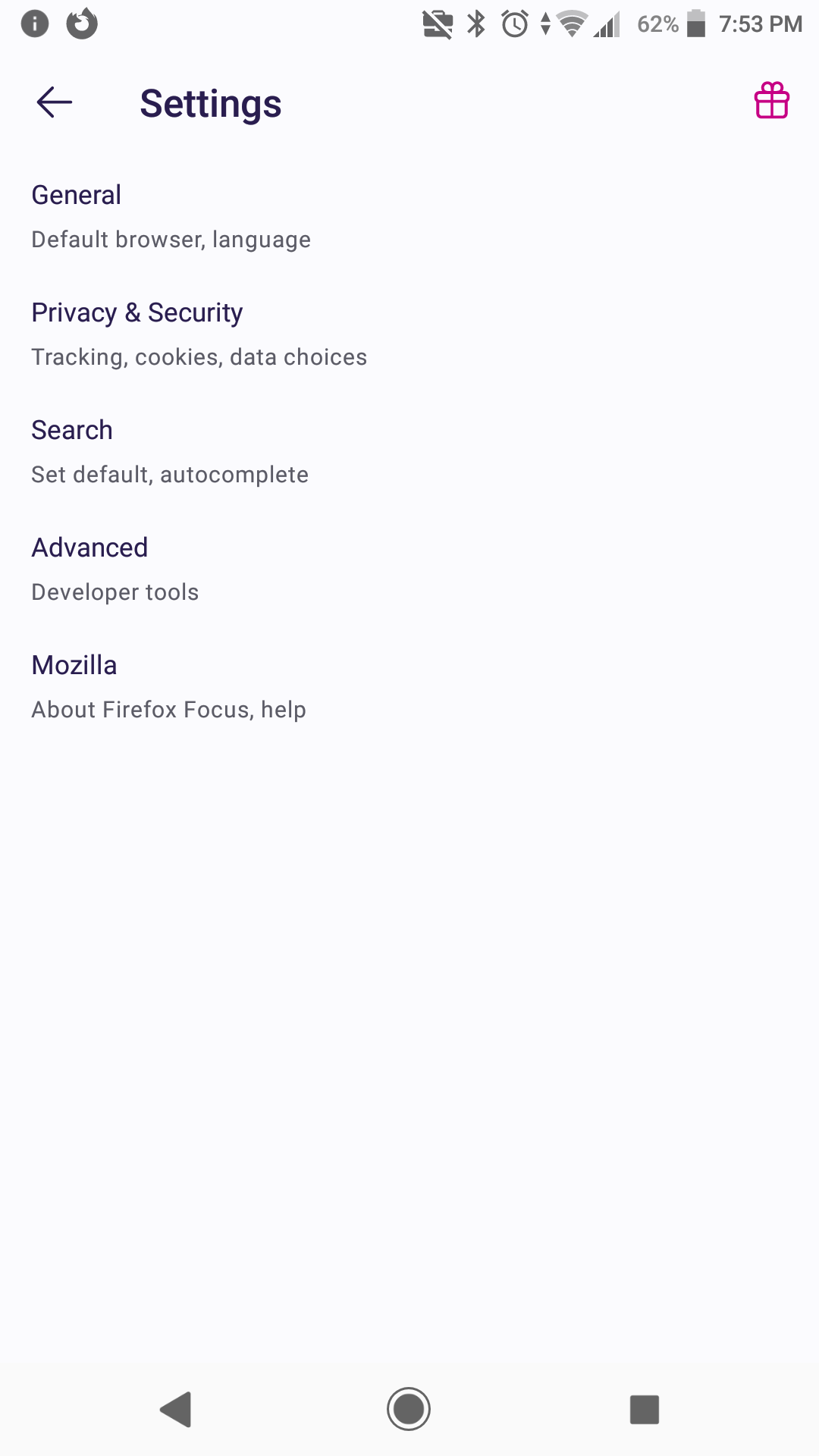
Firefox Focusの設定画面

Firefox Focusは第三者による広告を含めたトラッキング要素をブロックし、ブラウジング速度の向上とプライバシー保護を標榜している。コンテンツブロッカーはDisconnectの提供するリストを用いて実装されている。追跡要素やアクセス解析の拒否はデフォルトで有効になっているが、より副作用の強いブロッキングを有効にすることも可能である。通常のFirefoxブラウザにもこの機能は存在するものの、ユーザーによる有効化を必須とするオプトインのものになっている。ブロックされた要素の数や、 広告やアクセス解析、SNSといった種別ごとの数を表示する機能もある。

## 機能
iOS版において、Firefox FocusはSafariに統合する形でコンテンツブロッカーとして動作する事ができる。Firefox Focusの設定からSafariとの統合を有効にすると、Safariでのブラウジングで自動的にWebページのトラッキング要素が無効化される。 
独立したブラウザとして使用する際は、ボタン1つでセッションデータを全て削除して検索バー付きのスタート画面に戻る機能がある。タブはWebサイト上のURLを長押ししないと作成できないように簡略化されている。Android版では、デバイスのホーム画面にショートカットを追加することができる。
Firefox Focusにはテレメトリ送信機能が存在し、ユーザーが有効に設定した場合、Firefoxの改善のため、Mozillaによって個人を特定し得ない形のデータ収集が行われる。個人情報の収集に関する懸念から、Firefox Klarではデフォルトでは無効になっている。

## iOS版のハードウェア要件
外部のコンテンツブロッカーの使用は64bit版iOS 9以上のOSにおいて可能となった機能であるため、トラッキング防止機能にはハードウェア要件が存在する:
- iPhone 5s以降
- iPad Air以降
- iPad mini (第2世代)以降
- iPod touch (第6世代)以降

## Firefox Klar
ドイツ語圏においてはFirefox Klarと名称を変更してリリースされている。これはドイツのニュース雑誌であるフォークス誌との混同を避けるための処置であるが、対応言語はじめ機能にほとんど差はない。前述の通りテレメトリー送信がデフォルトで無効であるため、トラッキングを忌避するポリシーを持つF-Droidにおいてはこちらのバージョンが存在する。

## ギャラリー

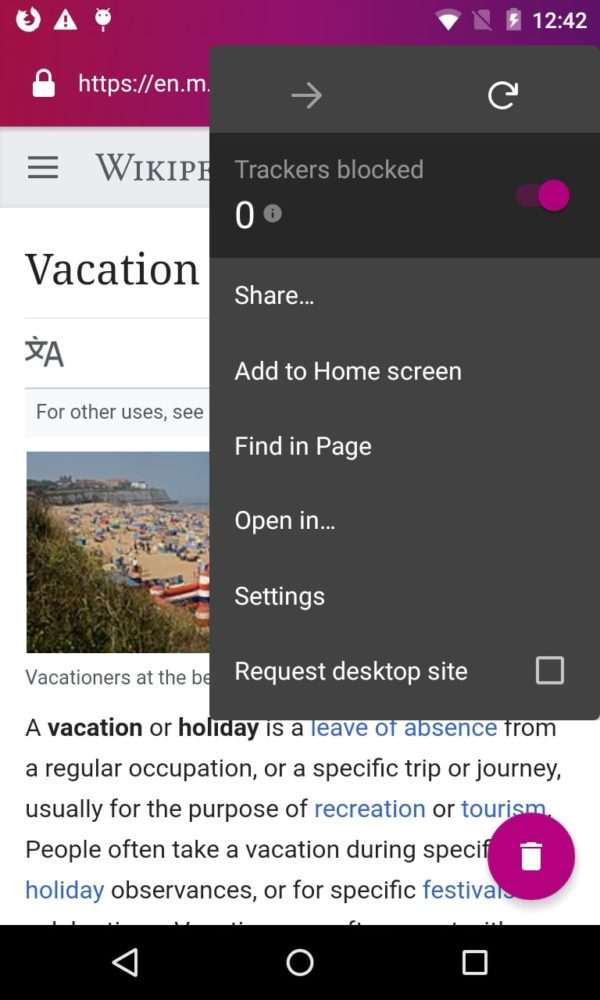
ページ内検索の様子
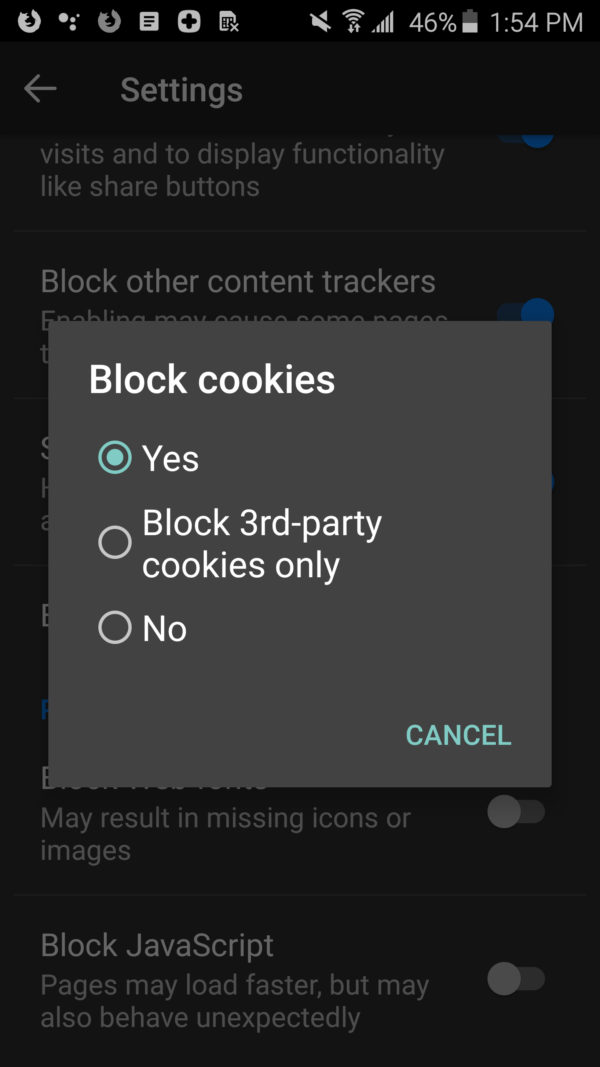
Cookieブロックの設定